# Бекенстейнер, Анн-Мари
Анн-Мари Бекенстейнер (фр. Anne-Marie Beckensteiner; 4 февраля 1925, Лион — 9 октября 2021, Рен) — французская пианистка и клавесинистка. Жена дирижёра Жана Франсуа Пайяра (в 1952—1978 гг.).
До 1947 года училась в родном городе, затем перебралась в Париж, где вместе с Пайяром занималась в музыковедческом семинаре Парижской консерватории под руководством Норбера Дюфурка, в 1956 году защитив с отличием диплом «Увертюра во Франции от своего возникновения до смерти Рамо» (фр. L'Ouverture à la Française des origines à la mort de Rameau). В 1953—1955 гг. изучала игру на клавесине на летних курсах Академии Киджи под руководством Руджеро Джерлина. В 1953 году Бекенмейстер стала клавесинисткой Инструментального ансамбля имени Жана-Мари Леклера, созданного Пайяром для исполнения французской барочной музыки (с 1959 года — Камерный оркестр Жана Франсуа Пайяра), и оставалась в его составе до 1974 года, приняв участие в более чем 200 записях и многочисленных концертах, включая гастрольные туры в Испанию и Португалию (1959), Северную Америку (1967) и на Дальний Восток (1968). С 1963 года выступала также в составе квартета Максанса Ларьё, записала вместе с Ларьё альбомы флейтовых сонат итальянских композиторов XVIII века и сыновей Иоганна Себастьяна Баха.
В 1975—1978 гг. преподавала в консерватории Сен-Клу, затем основала класс клавесина в Гренобльской консерватории и руководила им до 1990 года. В 1995—2011 гг. жила и работала в Индии, преподавала в Пондичерри. Последние годы жизни провела в Сен-Мало.